# Napuhnuta pušina
Napuhnuta pušina (obična pušina; lat. Silene vulgaris) je biljna vrsta iz roda Silene iz porodice Caryophyllaceae. Porijeklom je iz Europe, Azije i sjeverne Afrike, a unesena je i u druge dijelove svijeta, posebice u Sjevernu Ameriku. Rasprostranjen je u Sjevernoj Americi, gdje je čest samonikli cvijet na livadama, otvorenim šumama i poljima.

## Gastronomija
Mladi izdanci i lišće mogu se koristiti kao hrana u nekim mediteranskim zemljama. Listovi se mogu jesti sirovi u salatama. Stariji listovi obično se jedu kuhani ili prženi, pirjani s češnjakom, kao iu omletima.

### Kreta i Cipar
Na Kreti se zove agriopapoula ( el. αγριοπάπουλα ), a mještani jedu njezine listove i nježne izdanke popržene u maslinovom ulju.
Na Cipru se jede vrlo mnogo, toliko da se posljednjih godina ponovno počeo uzgajati i prodavati u trgovinama u grozdovima. Dva uobičajena ciparska imena su strouthouthkia ( el. στρουθούθκια ; [stru'θuθca] ) i tsakrithkia ( el. τσακρίδκια ; [t͡sa'kriðca])..

### Italija
U Italiji se lišće ove biljke može koristiti i kao sastojak rižota. Poznat je kao sculpit, stridolo ili pod zastarjelim znanstvenim nazivom Silene inflata, kao i s-ciopetin, ili grixol u Venetu, te nenkuz, ili sclopit u Furlaniji i cojet u Pijemontu .

### Španjolska (La Mancha)
Nekada su, u regiji La Mancha u Španjolskoj, gdje se listovi Silene vulgaris cijene kao zeleno povrće, postojali ljudi poznati kao "collejeros" koji su brali te biljke i prodavali ih. Listovi su sitni i uski, pa je potrebno mnogo biljaka da se dobije značajna količina.
U La Manchi listovi Silene vulgaris, lokalno poznati kao "collejas", uglavnom su se koristili za pripremu jela zvanog gazpacho viudo (gazpacho udovca). Sastojci su bili somun poznat kao tortas de gazpacho i gulaš pripremljen s lišćem Silene vulgaris. Ostala jela pripremljena s tim lišćem u Španjolskoj uključuju "potaje de garbanzos y collejas", " huevos revueltos con collejas" i " arroz con collejas".

## Vanjske poveznice
- Guisado de collejas
- Arroz con collejas